# Wildfell asszonya
A Wildfell asszonya (The Tenant of Wildfell Hall) Anne Brontë angol írónő második, utolsó regénye. 1848 júniusában jelent meg, és ahogy első, Agnes Grey című művét, ezt is Acton Bell álnéven jelentette meg.
A Brontë nővérek legmegdöbbentőbb regénye azonnali sikert aratott, de Anne halála után nővére, Charlotte megakadályozta az újranyomását Angliában 1854-ig. A legtöbb kritikus ma már a Wildfell asszonyát az egyik első feministának számító regényének tartja.

## Történet
„Csekélyebb bátorítást nem adhatott, nagyobb szigorúsággal nem kezelhetett volna úgy sem! S ha azt gondolja, vétett ellenem, mert megajándékozott a barátságával, mert olykor társaságának és társalgásának élvezetében részeltetett, midőn a meghittebb kapcsolat minden reménye hasztalan volt, amit maga ugyancsak igyekezett mindig a tudtomra adni, ha úgy gondolja, hogy mindezzel vétett ellenem: nos, téved, mert e kegyek önmagukban is nemcsupán szívemnek gyönyörűségére szolgálnak, hanem megtisztítják, felemelik, megnemesítik lelkemet, s inkább vallanám magaménak a barátságát, mint a világ bármelyik asszonyának szerelmét!”

– Anne Brontë: Wildfell asszonya (12. fejezet)

|  | Alább a cselekmény részletei következnek! |

A történetet keretbe foglalja első narrátora, Gilbert Markham levele. Markham egy barátjának írt levelében számol be az eseményekről. Elmeséli, hogy a közeli Wildfell Hall birtokot fiatal, titokzatos özvegyasszony bérelte ki. Helen Graham, aki tájképek festéséből tartja el magát és kisfiát, Arthurt, a kezdetektől fogva felkelti a kis közösség kíváncsiságát. Gilbert, aki mindeddig egy helyi lánynak, Eliza Millwardnak udvarolt, egyre inkább vonzódik a titokzatos hölgyhöz. Nemsokára – talán Eliza bosszújaként – rosszindulatú pletykák kezdenek el terjengeni Helen Grahamről és gyakori látogatójáról, Mr. Lawrence-ről. Markham és Lawrence egy alkalommal összetűzésbe is keverednek. Ezután Markham megkéri Helen kezét, de a nő visszautasítja. A férfi meggyanúsítja Helent, hogy Lawrence-et szereti. Helen válaszképpen odaadja neki lánykora óta vezetett naplóit, melynek végéből előbb pár lapot sietve kitépett.
A regény nagy részét Helen naplói teszik ki. Ebben az asszony leírja, hogy vette le a lábáról a vonzó, de jellemtelen Arthur Huntingdon. Bár Helen tisztában volt a férfi hibáival, úgy vélte, ő majd megváltoztatja, és feleségül ment hozzá. Házasságuk azonban egyre csak romlott, még gyermekük, a kis Arthur születése után is. Huntingdon gyakran távol van, ha pedig otthon tartózkodik, hozzá hasonlóan jellemtelen és élvhajhász barátai lepik el házukat, Grassdale-t. Helen mindent eltűr, mert még bízik férje szerelmében és abban, hogy egyszer megváltozik, mikor azonban szembesül vele, hogy Arthur megcsalja egy vendégükkel, Annabella Lowborough-val, közli a férfival, hogy el akarja hagyni. Huntingdon nem hagyná, hogy Helen magával vigye a gyereküket, így az asszony marad, de innentől csak névleg házasok. Egyetlen barátja a szintén boldogtalan házasságban sínylődő Milicent. Milicent bátyja, Walter Hargrave szerelmet vall Helennek és el akarja csábítani, de az asszony hű marad az oltár előtt tett esküjéhez.
Két év telik el így. Az épp Grassdale-ben vendégeskedő Lord Lowborough is rájön, hogy Huntingdonnak viszonya van Annabellával, és lelkileg összetörik bele, el is válnak. Huntingdont már nem érdekli Annabella, örül, hogy megszabadul tőle, mert fárasztani kezdte a viszony. Helen ekkorra már eltökélte, hogy elhagyja férjét, mert az rossz hatással van gyermekükre, és az asszony nem akarja, hogy fia ebben a züllött környezetben nőjön fel. Arthur azonban elolvassa Helen naplóját, és rájön, mire készül, elveszi az asszony pénzét és értékes ékszereit, majd elégetteti festőállványát és kellékeit, hogy ha megszökne tőle, ne tudja mivel eltartani magát.

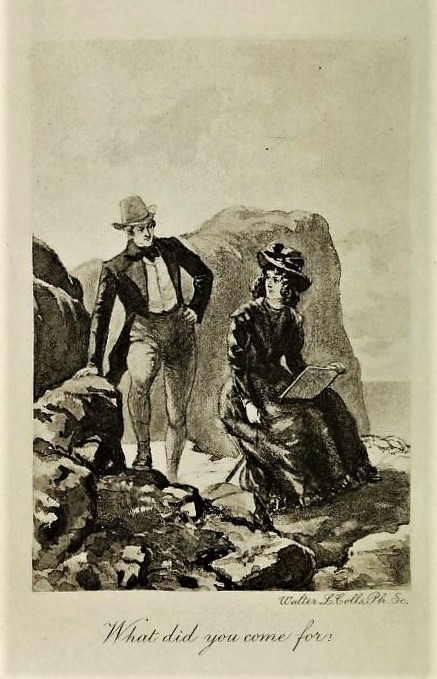
Gilbert Markham és Helen Graham
Walter L. Colls illusztrációja

Helent meglátogatja barátnője, Milicent húga, Esther, akit férjhez akartak adni, de ő kikosarazta a választott férjet. Helen támogatja, és azt tanácsolja neki, inkább ne menjen férjhez, mintsem hogy a nem megfelelőt válassza. Találkozik Milicenttel is, akinek férje, Ralph megígéri, hogy jó útra tér.
Huntingdon új nevelőnőt vesz fel fia mellé a hűséges régi dajka, Rachel helyére. Az új nevelőnő és a háziúr kapcsolatát Helen és Rachel gyanakodva figyelik, de már a szökést tervezgetik. Bátyja, Frederick Lawrence segítségével Helen megszökik, nevét anyja lánykori nevére változtatja és Wildfell Hallban telepedik le. Kisfiát és Rachelt magával vitte.
Innentől ismét Gilbert Markham a narrátor. Miután elolvasta a naplót, azonnal elmegy Helenhez. Az asszony megkéri, hogy ne találkozzanak többé, és Gilbert, bár szenved, beleegyezik. Helen távozik, Gilbert pedig bocsánatot kér Mr. Lawrence-től, akit féltékenységében egyszer megvert. Arról is lebeszéli Lawrence-et, hogy feleségül vegye az egyik falubeli nőt, aki pletykákat terjesztett Helenről. Gilbert később megtudja, hogy Helen visszatért Grassdale-be, hogy súlyosan beteg férjét ápolja. Ennek körülményeiről Helen számol be Lawrence-nek írt leveleiben, melyeket Gilbert is elolvashatott. Huntingdon nem sokkal később meghal. Gilbert sokat gondol Helenre, de nem mer közeledni hozzá. Időközben Annabella Lowborough további sorsára is fény derül: új szeretőjével a kontinensre szökik, feléli a pénzét és nyomorban hal meg. Lord Lowborough második házasságában megtalálja a boldogságot.
Eliza Millward hozza meg kárörvendve Gilbertnek a hírt, hogy Helen férjhez fog menni Mr. Hargrave-hez. Gilbert rohan Grassdale-be, hogy megakadályozza az esküvőt. Itt derül ki, hogy tévedés történt: valóban sor került a Lawrence–Hargrave esküvőre, de Helen fivére, Mr. Lawrence házasodott össze Esther Hargrave-vel. Gilbert továbbmegy, hogy meglátogassa Helent, de megtudja, az asszony milyen gazdag lett; nemcsak Huntingdon vagyonát kezeli, amit fiuk örökölt, de nagybátyja is ráhagyta a vagyonát. Gilbert nem tudja túltenni magát a társadalmi különbségen, melyre most ébred rá, és távozni akar, Helen azonban épp ekkor érkezik meg hintón, és behívja a házba. Megvallják egymásnak érzelmeiket és megegyeznek az esküvő időpontjában is. A történet – és Gilbert levele, ami keretbe foglalta – az esküvő említésével zárul.
|  | Itt a vége a cselekmény részletezésének! |

## Elemzése
A regény megkérdőjelezte a kor erkölcseit és jogrendszerét is, melyben a férjnek korlátlan hatalma volt felesége és gyermekeik fölött. Ezzel az egyik első feminista műnek minősül. Különösen megdöbbentőnek minősült Helen kijelentése, hogy csak névházasságban hajlandó élni hűtlen férjével. May Sinclair brit író szerint „a viktoriánus Anglia visszhangzott attól, ahogy Helen Huntingdon hálószobaajtaja becsapódott a férje előtt”.
Ebben az időben a nő vagyona a házasságkötéskor automatikusan a férjére szállt, és ha egy feleség elhagyta a férjét, a gyermekeit sem vihette magával. 1839-ben módosították ezt a törvényt, és az asszony, ha erkölcsösnek tartották, a hét év alatti gyermekek felügyeleti jogát megszerezhette, az idősebbeket pedig látogathatta; a regény cselekménye idején ez a törvény azonban még nem volt érvényben. A Wildfell asszonya egyes jelenetei, melyek szépítés nélkül mutatják be Huntingdon és barátai züllöttségét, kifejezetten illetlennek számítottak ebben a korban. Egy kritikusa szerint „a regény teljességgel alkalmatlan arra, hogy fiatal lányok kezébe kerüljön”.
A regény első kiadása hatalmas sikert aratott, de a kritikusok nagyban támadták őszintesége miatt. Anne úgy érezte, meg kell védenie művét, és a második kiadáshoz előszót írt. Ebben köszönetet mond a mű sikeréért, mely nagyobb volt, mint gondolta, de kijelenti, hogy szükségesnek érezte a valóságot úgy bemutatni, amilyen, hogy az arra képesek levonhassák belőle az erkölcsi következtetéseket. Felteszi a költői kérdést, őszintébb vagy biztonságosabb lett volna-e negatív szereplőit pozitívabb fényben bemutatni, ezzel elrejteni az élet csapdáit az olvasók elől. Egyben cáfolja azt a hiedelmet, hogy Currer, Ellis és Acton Bell ugyanaz a személy lennének, és kéri olvasóit, ne róják fel az ő hibáit testvéreinek is. Kitér a kérdés elől, hogy az Acton Bell a valódi neve-e, majd rátér a találgatásokra is, hogy férfi avagy nő-e a szerző. Bóknak veszi, hogy egyes kritikusok szerint nő, mert úgy véli, ez annak jele, hogy hitelesen írta meg női szereplőit, megjegyzi, hogy némelyik kritikust, aki a mű nyerseségére panaszkodott, talán épp ez a gyanú késztette erősebb kritikára, végül pedig megjegyzi, hogy ha egy könyv jó, teljesen mindegy, szerzője férfi vagy nő, és miért lenne szégyenteljes az egyiknek olyat írni, amit a másiknak nem az.

## Magyarul
- Wildfell asszonya; ford. Borbás Mária; versford. Kiss Zsuzsa; Európa, Bp., 1985 (A Brontë nővérek regényei)

## Filmadaptációk
A BBC csatorna kétszer készített filmet a regény alapján. 1968-ban Janet Munro játszotta a főszerepet, az 1996-os változatban Tara Fitzgerald, Toby Stephens, Rupert Graves és James Purefoy szerepeltek.

## Külső hivatkozások
- Teljes szöveg (angol)
- Teljes szöveg (magyar; ford. Borbás Mária, Kiss Zsuzsa) Scribd